# 類斯·馬丁內斯-西斯塔克
類斯·馬丁內斯-西斯塔克（1937年4月26日—）是西班牙籍天主教司鐸級樞機及巴塞羅那總教區榮休總主教。

## 生平
馬丁內斯-西斯塔克於1937年4月26日阿紫西班牙加泰羅尼亞自治區巴塞羅那省的首府巴塞隆拿出生。從1954年至1961年，他進入了巴塞隆拿的大修院學習。他於1961年9月17日在巴塞羅那總教區晉鐸。他於1962年至1967年在羅馬宗座拉特朗大學學習，1967年獲得了兩個法律博士學位。
他於1987年12月27日晉牧，並獲教宗若望保祿二世任命為巴塞羅那總教區輔理主教，領阿列濟拉領銜教區主教銜。1991年5月17日，改任命為托爾托薩教區主教。1997年2月20日任為塔拉戈納總教區。
他於2004年6月15日接替榮休的利則·瑪利亞·嘉祿·戈多樞機，成為巴塞羅那總教區正權總主教。教宗本篤十六世於2007年11月24日將他擢升為司鐸級樞機。2008年5月任命為宗座法典條文解釋理事會理事。
他於2015年11月6日榮休，由若望·若瑟·奧梅拉接替成為巴塞羅那總教區正權總主教。